# Lobamba
Lobamba je nejdůležitějším městem Svazijska, není však hlavním městem. Sídlí zde svazijský král a vláda. Leží v údolí Ezulwini 16 km od Mbabane. Počet obyvatel je 5800. Město je známé tancem umhlanga, slaveným v srpnu a září na počest královny, a incwala kingship, jenž se slaví v prosinci a lednu na počest krále.